# اتین استات
اتین استات (انگلیسی: Etienne Stott؛ زادهٔ ۳۰ ژوئن ۱۹۷۹) قایقران کایاک اهل بریتانیا است.